# Żurawiczki
Żurawiczki – wieś w Polsce, położona w województwie podkarpackim, w powiecie przeworskim, w gminie Zarzecze, na prawym brzegu rzeki Mleczki dopływu Wisłoka, w odległości 4,5 km w linii prostej (drogą 6,5 km) na północny zachód od siedziby gminy.
W latach 1975–1998 wieś administracyjnie należała do województwa przemyskiego.

## Części wsi
| SIMC    | Nazwa     | Rodzaj    |
| ------- | --------- | --------- |
| 0613553 | Kamienica | część wsi |
| 0613560 | Podzamcze | część wsi |

Siedziba rzymskokatolickiej parafii Matki Bożej Różańcowej należącej do dekanatu Przeworsk II w archidiecezji przemyskiej.
Nazwa wsi ewoluowała w ciągu wieków. W XV wieku jest wzmiankowana jako Żurowice (Wielkie lub Długie), Żurowiczki Długie (1819), Żurawiczki Małe (1890), Żurawiczki (1914). Sąsiednia wioska Maćkówka zwana była z kolei jako Żurowice Małe lub Okrągłe.
W XVI wieku wieś należała do rodziny Orzechowskich h. Oksza. Tu mieszkał i tworzył Stanisław Orzechowski

## Osoby związane z miejscowością
- Wojciech Mikiewicz – major Wojska Polskiego, lekarz weterynarii, zginął w Katyniu.
- Wojciech Szczepański – podpułkownik Armii Krajowej.